# Grand Prix 1913
Grand Prix-säsongen 1913 kördes Frankrikes Grand Prix i Amiens. 

## Grand Prix
| Grand Prix /Race      | Datum   | Bana   | Vinnande förare | Vinnande tillverkare |
| --------------------- | ------- | ------ | --------------- | -------------------- |
| Frankrikes Grand Prix | 12 juli | Amiens | Georges Boillot | Peugeot              |